# 杜玲
杜玲(1964年—)，廣東清遠人，杜氏企業主持人，中國大陸地下錢莊領導人，香港報紙封之為「地下錢莊天后」，杜氏是中國大陸第二大錢莊組織，在大陸當局定性為「非法」。
杜玲主要經營外匯，中國大陸、香港兩地皆有業務。

## 不相關
- 高利貸
- 港股直通車